# My Winter Storm
My Winter Storm je drugi studijski album finske pjevačice Tarje Turunen. Album je izdan od strane Universal Music 19. studenog, 2007 u Finskoj, 2. siječnja 2008 u Južnoj Americi i 26. veljače u Sjevernoj Americi; u Velikoj Britaniji objavljena je posebna verzija ograničena na 300 primjeraka. Album je također dostupan kao limitirano izdanje 2-disc digipack s bonus DVD-om. Oba singla I Walk Alone, Die Alive i album je producirao Daniel Presley. Album sadrži nekoliko glazbenih stilova, uključujući alternativni rock, symphonic metal, pop i folk. Za promoviranje My Winter Storm albuma, Tarja je krenula na prvu svjetsku turneju nakon odlaska iz Nightwisha, pod nazivom Storm World Tour.

## Popis pjesama
| #  | Naslov                 | Kompozitor                                                                                          | Trajanje |
| -- | ---------------------- | --------------------------------------------------------------------------------------------------- | -------- |
| 1  | Ite, Missa Est         | Anders Wollbeck, Mattias Lindblom, Harry Sommerdahl                                                 | 0:27     |
| 2  | I Walk Alone           | Anders Wollbeck, Mattias Lindblom, Harry Sommerdahl                                                 | 3:53     |
| 3  | Lost Northern Star     | Kiko Masbaum, Michelle Leonard, Tarja Turunen                                                       | 4:22     |
| 4  | Seeking for The Reign  | Adrian Dimitri, Andrew Zagoritis, Thorsten Stenzel, Angela Heldmann, Tarja Turunen                  | 0:58     |
| 5  | The Reign              | Adrian Dimitri, Andrew Zagoritis, Thorsten Stenzel, Angela Heldmann, Tarja Turunen                  | 4:07     |
| 6  | The Escape of the Doll | Ruud Houweling, Michiel Van Zundert                                                                 | 0:32     |
| 7  | My Little Phoenix      | Ruud Houweling, Michiel Van Zundert                                                                 | 4:02     |
| 8  | Die Alive              | Anders Wollbeck, Hanne Sorvaag, Mattias Lindblom, Tarja Turunen                                     | 4:04     |
| 9  | Boy and the Ghost      | Jessika Lundstrom, Anine Stang, Alexander Jonsson, Mattias Lindblom, Anders Wollbeck, Tarja Turunen | 4:36     |
| 10 | Sing for Me            | Kid Crazy, Christel Sundberg, Tracy Lipp                                                            | 4:16     |
| 11 | Oasis                  | Tarja Turunen                                                                                       | 5:10     |
| 12 | Poison                 | Alice Cooper, Desmond Child, John McCurry                                                           | 4:01     |
| 13 | Our Great Divide       | Anders Wollbeck, Hanne Sorvaag, Mattias Lindblom, Tarja Turunen                                     | 5:05     |
| 14 | Sunset                 | Adrian Dimitri Andrew Zagoritis, Thorsten Stenzel, Angela Heldmann, Tarja Turunen                   | 0:36     |
| 15 | Damned and Divine      | Adrian Dimitri Andrew Zagoritis, Thorsten Stenzel, Angela Heldmann, Tarja Turunen                   | 4:29     |
| 16 | Minor Heaven           | Anders Wollbeck, Mattias Lindblom                                                                   | 3:53     |
| 17 | Ciarán's Well          | Alex Scholpp, Michelle Leonard, Doug Wimbish, Tarja Turunen                                         | 3:39     |
| 18 | Calling Grace          | Kiko Masbaum, Michelle Leonard, Tarja Turunen                                                       | 3:06     |